# Soteria (Grèce antique)
Pour l’article homonyme, voir Soteria.

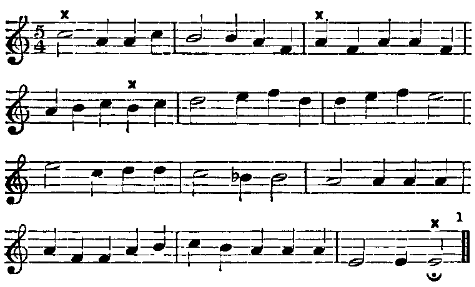
Illustration de lEncyclopédie Biblica (Encyclopaedia Biblica, 1903) : Fragment musical des soterias trouvés à Delphes en 1893. La musique est dans le mode dorien grec, qui correspond au mode phrygien moderne.

Les Soteria (en grec ancien Σωτήρια) étaient d'anciennes fêtes organisées dans de nombreuses villes grecques à partir du IIIe siècle av. J.-C. Ils honoraient le sauveur (Soter) d'un danger et pouvaient être dédiés à tous les dieux ou à un seul (principalement Zeus Soterios). Les hommes héroïques considérés comme des libérateurs étaient parfois associés aux divinités, par exemple Aratos de Sicyone.

## Histoire
En 246 av. J.-C., soit une trentaine d'années après l'institution des premières Soterias, la confédération étolienne, qui avait entre les mains l'amphictyonie, réorganise les festivités afin d'égaler d'autres jeux anciens (les jeux pythiques, olympiques, isthmiques et néméens).
Il semble qu'au IIe siècle avant notre ère, des Soteria ont également eu lieu en hiver, sans doute de manière annuelle, organisée par Delphes à l'époque de l'année qui commémorait l'anniversaire de l'invasion.
Il est possible qu'elles soient tombés en désuétude au Ier siècle av. C., après le pillage des Thraces.

## Description
Les soteria avaient eu lieu fin août et début septembre. Des épreuves de gymnastique et d'équitation s'ajoutent aux concours musicaux de l'hippodrome. Comme dans les autres jeux, le prix en argent a été remplacé par des couronnes.
Nous ne connaissons ces fêtes que par des inscriptions.

## Sotaria célèbres
Les Soteria les plus célèbres de l'Antiquité étaient celles de Delphes. Elles furent institués pour commémorer la victoire sur l'envahisseur celte Brennos (279 avant notre ère). Ils étaient composés de compétitions sportives et musicales. De nombreuses cités étaient invitées à la Soteria de Delphes. 

## Sources
- The Oxford Classical Dictionary  édité par S.Hornblower, A.Spawforth (1996)